# Thyene vittata
Thyene vittata är en spindelart som beskrevs av Simon 1902. Thyene vittata ingår i släktet Thyene och familjen hoppspindlar. Inga underarter finns listade i Catalogue of Life.